# Gustaf C:son Bonde
Gustaf Carlsson Bonde, känd som Gustaf C:son Bonde, född 13 mars 1921 i Skövde församling i dåvarande Skaraborgs län, död 30 november 1997 på Hörningsholm i Mörkö församling i Stockholms län, var en svensk greve och civiljägmästare.
Bonde avlade studentexamen på Lundsberg 1939, officersexamen 1942 och civiljägmästarexamen vid Skogshögskolan 1951. Han blev fänrik vid Svea livgarde (I1) 1942, löjtnant 1945, i reserven 1947 och kapten i reserven 1955. Gustaf C:son Bonde blev skogschefsassistent vid Uddeholms AB 1951 och skogsförvaltare där 1956. Han var innehavare av Bordsjö fideikommiss i Småland och Hörningsholms fideikommiss i Södermanland från 1958.
Han var styrelseledamot Aneby industri AB från 1963, Sv. skogsvårdsförening från 1960, Jönköpings läns jaktvårdsförening från 1959, ledamot av Svenska jägarförbundets överstyrelse och suppleant i dess förbundsstyrelse från 1964, suppleant i skogsvårdsstyrelsen i Jönköpings län från 1959. Han var ordförande i Nationalmusei vänner 1978–1982.
Gustaf C:son Bonde var son till översten, greve Carl C:son Bonde och Martha Mörner. Familjen tillhör den grevliga ätten Bonde af Björnö. Gustaf C:son Bonde gifte sig 1944 med Maud Lennman (1923–2012), dotter till kapten Curt Lennman och Ewa Abelin. De fick barnen Carl (född 1947), Josephine (född 1948) och Malin (född 1952).